# マンガみたいな本当の話
『マンガみたいな本当の話』（まんがみたいなほんとうのはなし）は日本テレビ系列で2010年に放送されていた特別番組である。
2010年3月まで放送されていた『SUPER SURPRISE』の月曜企画『心に響く4コマ劇場』のリニューアル版。

## 放送内容
世界中から厳選した思わず笑ってしまうマンガみたいな本当の映像を紹介する。

## 出演者

### MC
- くりぃむしちゅー（上田晋也、有田哲平）
- マツコ・デラックス
- イモトアヤコ

### 常連ゲスト
- 有吉弘行
- オードリー（春日俊彰・若林正恭）
- 北村晴男
- 土田晃之

## 放送日時
| 回数  | 放送日時                   | 視聴率 |
| ----- | -------------------------- | ------ |
| 第1回 | 2010年4月8日19:00 - 20:54  | 12.6%  |
| 第2回 | 2010年9月30日19:00 - 20:54 | 11.0%  |

しかし、これ以降放送されていない。

## スタッフ
第2回のスタッフ
- 企画・総合演出：髙橋利之
- 構成：桜井慎一、山名宏和
- TM：古川誠一
- SW：蔦佳樹
- カメラ：日向野崇
- MIX：川合亮
- 調整：辻直哉
- 照明：榎本舞
- 編集：尾形義浩
- MA：兒子仁
- 音効：森山顕仁
- 美術：中原晃一
- デザイン：大竹潤一郎
- マルチ：ミジェット
- CG：キャニットG
- イラスト：グレートインターナショナル
- リサーチ：山口真知子、藤居千尋
- 編成：鯉渕友康
- 広報：松榮大
- TK：坂本幸子
- デスク：満本清美
- 技術協力：NiTRo、Nouvelle Vague
- 美術協力：日テレアート
- AP：前多由香、関原奈津子
- 演出：卜部一哉
- プロデューサー：道坂忠久、遠藤正累／高松明央、福島ツトム、中島由布子
- チーフプロデューサー：松岡至
- 制作協力：いまじん、ジーワン、ロール・ワン
- 製作著作：日本テレビ